# Walter McGrail
Walter B. McGrail (19 de outubro de 1888 - 19 de março de 1970) foi um ator de cinema estadunidense que iniciou sua carreira na era do cinema mudo, continuou a atuar na era sonora e alcançou a era da televisão, aparecendo em 158 filmes entre 1916 e 1953.

## Biografia
Nasceu no Brooklyn, em Nova Iorque. Seu primeiro filme foi o drama Thou Art the Man, em 1916, pelo Vitagraph Studios. Através da Vitagraph McGrail atuou em vários filmes, entre eles o seriado The Scarlet Runner (1916), ao lado de Earle Williams, e o filme To the Highest Bidder (1918). Pela George B. Seitz Productions, atuou no seriado The Black Secret (1919), ao lado de Pearl White. Em 1932, pela Mascot Pictures, atuou no seriado The Last of the Mohicans (1932), ao lado de Harry Carey. Nos anos 30, sua carreira começou a declinar, e passou a atuar em pequenos papéis não creditados, em filmes importantes tais como em Stagecoach (1939) e The Grapes of Wrath (1940).
Nos anos 1950, atuou em várias séries de televisão, entre elas Adventures of Superman. Sua última atuação foi no 25º episódio da terceira temporada da série The Cisco Kid, denominado The Photo Studio, que foi ao ar em 1 de março de 1953.
Morreu em São Francisco, Califórnia, aos 81 anos.

## Filmografia parcial

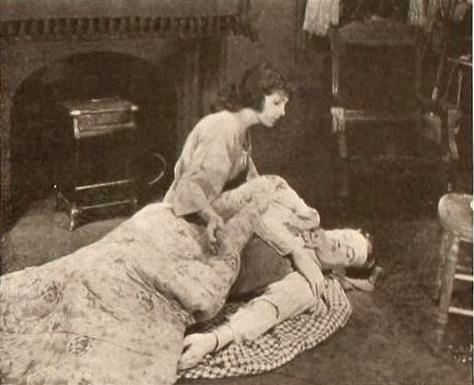
Cena do filme The Invisible Divorce, de 1920, apresentando MGrail e Leatrice Joy.

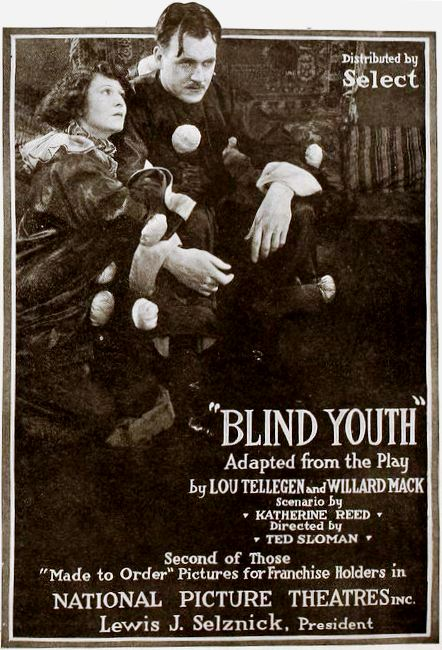
Blind Youth (1920) com Leatrice Joy e Walter McGrail

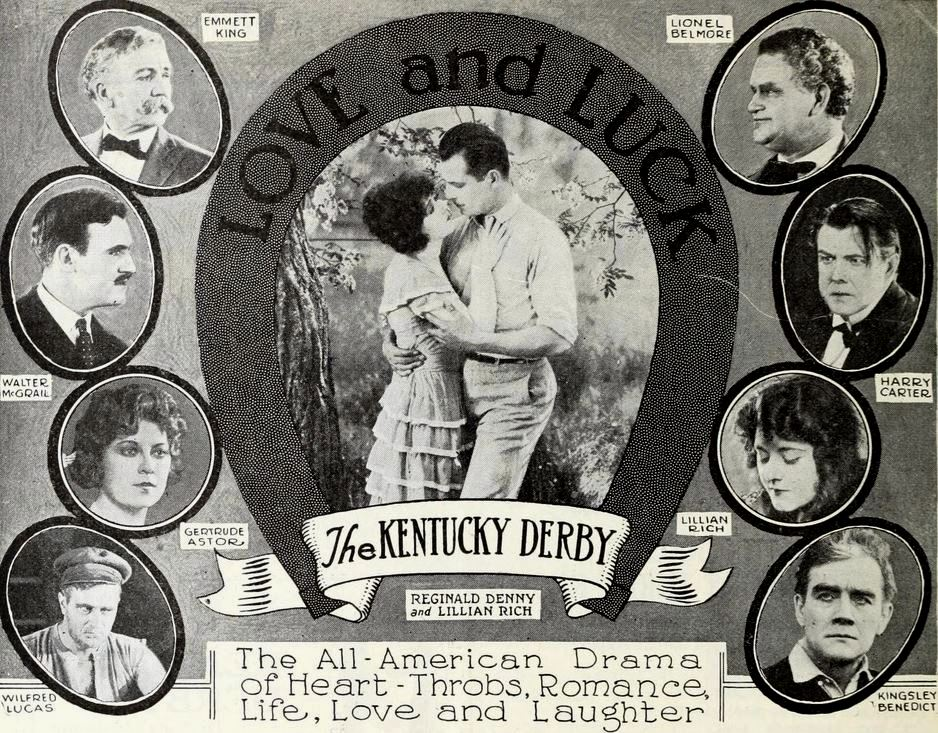
Cartaz do filme The Kentucky Derby (1922)

- Thou Art the Man (1916)
- Lights of New York (1916)
- The Scarlet Runner (1916)
- To the Highest Bidder (1918)
- The Triumph of the Weak (1918)
- Brown of Harvard (1918)
- The Black Secret (1919)
- Blind Youth (1920)
- The Invisible Divorce (1920)
- Habit (1921)
- The Kentucky Derby (1922)
- Is Divorce a Failure? (1923)
- Where the North Begins (1923)
- Unguarded Women (1924)
- The Teaser (1925)
- When The Door Opened (1925)[3]
- A Son of His Father (1925)[4]
- American Beauty (1927)
- Old San Francisco (1927)
- Blockade (1928)
- Hey Rube! (1928)
- The Pay-Off (1930)[5]
- Men Without Women (1930)
- Women Everywhere (1930)
- The Last of the Duanes (1930)
- Seas Beneath (1931)
- Murder by the Clock (1931)[6]
- Night Beat (1931)
- The Last of the Mohicans (1932)
- The World Moves On (1934)
- The Plainsman (1936)
- Ten Laps to Go (1936)
- Reefer Madness (1936)
- The Mysterious Pilot (1937)
- Special Agent K-7 (1937)[7]
- Stagecoach (1939)
- The Sun Never Sets (1939)
- The Green Hornet (1940)
- The Grapes of Wrath (1940)
- Mysterious Doctor Satan (1940)
- The Son of Monte Cristo (1940)
- Holt of the Secret Service (1941)
- Dick Tracy vs. Crime, Inc. (1941)
- A Double Life (1947)
- Here Comes the Groom (1951)